# Саясановский район
Саясановский райо́н (чечен. Сесан кIошт) — административная единица в составе Чечено-Ингушской АССР в 1935—1944 и 1957—1961 годах. Административный центр — село Саясан.

## История
Постановлением Президиума ВЦИК РСФСР от 23 января 1935 г. путём разукрупнения Шалинского и Ножай-Юртовского района создан Саясановский район.
Указом Президиума Верховного Совета СССР от 7 марта 1944 г. «О ликвидации Чечено-Ингушской АССР и об административном устройстве её территории» в состав Дагестанской АССР передавались территории следующих районов: Веденский, Ножайюртовский, Саясановский, Чеберлоевский — в существующих границах, а также Курчалоевский и Шароевский районы, за исключением северо-западной части этих районов, и восточная часть Гудермесского района.
После полного выселения чеченцев из района, постановлением Верховного Совета РСФСР от 7.06.44 г. из бывшего Саясановского района создан Ритлябский район с центром в селе Ритляб. В дома чеченцев поселены аварцы из горных районов Дагестана.
Указом Президиума Верховного Совета РСФСР «О восстановлении Чечено-Ингушской АССР и упразднении Грозненской области» от 9 января 1957 г. из состава ДАССР в восстановленную ЧИАССР возврашен Саясанский район. Все аварское население возвращено в Дагестан.
Постановлением Президиума ВС РСФСР район району (10 апреля 1957) и сельсоветам возвращены прежние названия.
Указом ПВС РСФСР в 1961 году район упразднен, а его территория вошла в состав Веденского, Курчалоевского и Ножай-Юртовского районов.

## Население
По данным Всесоюзной переписи 1959 года:
- чеченцы — 14407 (97,6 %)
- русские — 226 (1,5 %)
- прочие — 135 (0,9 %)

## Административный состав
- Аллеройский сельсовет — с. Аллерой
- Ачирешкинский сельсовет — с. Ачирешки
- Гордалинский сельсовет — с. Гордали, с.Бас-Гордали, с.Центорой
- Курчалинский сельсовет — с. Средние Курчали, с.Верхние Курчали, с. Нижние Курчали, с.Шерды-Мохк
- Саясановский сельсовет — с. Саясан, с. Исай-Юрт
- Турты-хуторский сельсовет — с. Турты-Хутор, с.Шовхал-Берды, с.Девлатби-Хутор
- Центоройский сельсовет — с. Центорой
- Шеды-Мокхский сельсовет — с. Шерды-Мохк
- Шуанинский сельсовет — с.Большие Шуани, с. Малые Шуани
- Эни-Калинский сельсовет — с. Эни-Кале, х. Джанхой
- Энгенойский сельсовет — с. Энгеной, х. Хочи-Ара
- Ялхой-мохкский сельсовет — с. Ялхой-Мохк, с.Бельты, с.Хиди-Хутор, с. Хашки-Мохк, с. Ахкинчу-Борзой, х. Регеты